# Museet for kollektiv trafik i Prag
Museet for kollektiv trafik i Prag (Muzea městské hromadné dopravy v Praze) er et sporvejsmuseum i Prag.
Museet, der indviedes af Prags overborgmester Jan Koukal 14. maj 1993, er beliggende i den i 1909 opførte Střešovise Remise på Patočkova 4. Museet drives af Prags trafikselskab og gengiver på omfattende vis den kollektive trafiks historie i byen. Samlingen rummer blandt andet historiske sporvogne og busser fra Prag, tekniske apparater og historiske liniekort med udførlige forklaringer, der viser udviklingen af linienettet fra den første begyndelse og frem til nutiden.
Museet har en museumssporvejslinie, 91, der kører fra museet til Výstaviště.